# Lee Tae-ho (cầu thủ bóng đá, sinh 1991)
Đây là một tên người Triều Tiên, họ là Lee.
Lee Tae-ho (tiếng Hàn: 이주영; sinh ngày 16 tháng 3 năm 1991 với tên Lee Joo-young) là một cầu thủ bóng đá Hàn Quốc thi đấu ở vị trí trung vệ cho JEF United Ichihara Chiba. Anh đã đổi tên hợp pháp từ Lee Joo-young thành Lee Tae-ho vào năm 2018.

## Sự nghiệp
Anh gia nhập Montedio Yamagata năm 2013.